# Loren Cristina Mai
Loren Cristina Mai (Mantova, 1961) è un'ex modella italiana, vincitrice del concorso di bellezza Miss Italia nel 1978.

## Biografia
Dopo aver partecipato una prima volta nel 1977, venne eletta Miss Italia nel 1978 a Reggio Emilia. Rappresentò l'Italia al concorso di Miss Mondo 1978.
Per Cristina Mai l'esperienza dei concorsi di bellezza rimasero le uniche nel mondo dello spettacolo e della moda, infatti in seguito si è laureata e ha intrapreso la carriera di insegnante.